# Gephyrota virescens
Gephyrota virescens är en spindelart som först beskrevs av Simon 1906.  Gephyrota virescens ingår i släktet Gephyrota och familjen snabblöparspindlar.
Artens utbredningsområde är Sri Lanka. Inga underarter finns listade i Catalogue of Life.